# Melasina marmarodes
Melasina marmarodes är en fjärilsart som beskrevs av Edward Meyrick 1920. Melasina marmarodes ingår i släktet Melasina och familjen säckspinnare. Inga underarter finns listade i Catalogue of Life.